# Крыжовка (платформа)
«Крыжо́вка» (бел. Крыжо́ўка) — остановочный пункт электропоездов в Минском районе. Расположен на перегоне «Ратомка — Беларусь» между станцией Ратомка и платформой Зелёное.
Остановочный пункт расположен в одноимённом поселке. Также недалеко от платформы расположен путевой пост «Крыжовка». Рядом с платформой находятся садоводческие товарищества, детские лагеря, СОК «Юность». В километре от станции проходит трасса P28, Минск — Молодечно, по которой ходят пригородные автобусы и маршрутки на Минск.
Помимо основного пути также существует перегон Крыжовка — Помыслище.

## Железнодорожная катастрофа 1977 года
2 мая 1977 года в 17 часов 14 минут пассажирский поезд № 280 Гродно — Орша на скорости 52,2 км/ч влетел в электричку № 548 Олехновичи — Минск, стоящую на платформе. От мощного удара последний вагон электрички смяло как гармошку, он загорелся; предпоследний вагон был искорежен и сошел с рельсов. Поврежденные вагоны разрезали автогеном. В официальном списке погибших — 22 человека, еще 82 пассажира получили ранения. Погибших считали так: кто скончался на месте крушения, того включали в список. Кто умирал по дороге в больницу или спустя несколько дней, в официальный список жертв уже не включали.
Катастрофа считается крупнейшей за всю историю Белорусской железной дороги. По неофициальным данным (по свидетельствам очевидцев из работников БелЖД), число погибших могло быть значительно больше. На первомайские праздники вагоны были перегружены людьми. Во избежание огласки, а также в связи со 115-летним юбилеем железной дороги, руководство республики приняло решение спустить дело на тормозах.
25 августа 1977 года начался суд над обвиняемыми. На скамье подсудимых оказались четыре человека: машинист поезда Антон Якубовский, дежурная по станции Елена Бруйло, электромеханик Николай Кухорев и дорожный мастер Зенон Петрик. 14 сентября 1977 года Верховный суд признал всех четверых виновными и приговорил: Кухорева — к 12 годам лишения свободы, Петрика — к 10, Якубовского — к 7. Дежурная по станции 20-летняя Бруйло забеременела во время расследования и получила 4 года условно. Единственным, кто признал вину, был Николай Кухорев. Чуть позже все попали под амнистию, сроки были сокращены.

## Стоимость по состоянию на 13.08.2024
- Стоимость проезда от станции Минск-Пассажирский — 0,86 рублей, от станции Молодечно — 2,27 рубля.
- Стоимость проезда на городских линиях составляет 1,80 рублей, не зависимо от станции назначения на участке Минск-Беларусь.

Время в пути со всеми остановками 25-31 минут.